# Джироламо да Карпи
Джироламо ди Томмазо Селлари (Ливиццани) из Карпи (итал. Girolamo da Carpi; 1501, Феррара — 1 августа 1556, Феррара) — феррарский живописец и архитектор переходного периода от эпохи Возрождения к маньеризму. Придворный художник правителей Феррары и Модены. Представитель феррарской школы живописи.

## Биография
Родился в семье придворного художника и декоратора Томмазо да Карпи, у которого получил первые уроки живописи. В дальнейшем — ученик Гарофало.
В возрасте двадцати лет покинул Феррару и перебрался на работу в Болонью. В раннем периоде своего творчества создал ряд религиозных картин, сохранившихся в церквях Болоньи («Поклонение волхвов», «Мистическая помолвка Св. Екатерины» и др.).
Кроме Феррары и Болоньи, жил и работал в Модене и Парме, где познакомился с творчеством Корреджо. Творил также в Риме, где попал под влияние римского маньеризма в стиле Джулио Романо.
Долгое время состоял при дворе феррарских герцогов д’Эсте, где работал как живописец (фрески и портреты) и как архитектор.
В 1549 году по рекомендации кардинала Ипполито д’Эсте был приглашён в Рим. При Павле III Джироламо возглавлял архитектурные работы в папских дворцах. Позже из-за разногласий с папой Юлием III возвратился в Феррару, где и умер.

## Творчество
Автор фресок, религиозных и аллегорических картин, портретов.
В его живописи чувствуется влияние Корреджо, произведения которого он копировал. Поныне целый ряд копий Джироламо принимают за оригиналы Корреджо.
Среди работ художника следует отметить картины «Святой Иероним» (Феррара, церковь Сан-Паоло) и «Сошествие святого Духа» (Ровиго, церковь Сан-Франческо).
В творчестве Джироламо да Карпи сочетаются элементы феррарские (от Гарофало и Доссо Досси), римские (от Рафаэля, Джулио Романо и Микеланджело) и венецианские.
Упомянут Джорджо Вазари в книге «Жизнеописания наиболее знаменитых живописцев, ваятелей и зодчих».

## Галерея

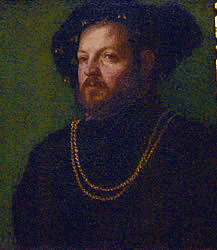
«Портрет неизвестного в берете с золотой цепью на груди»
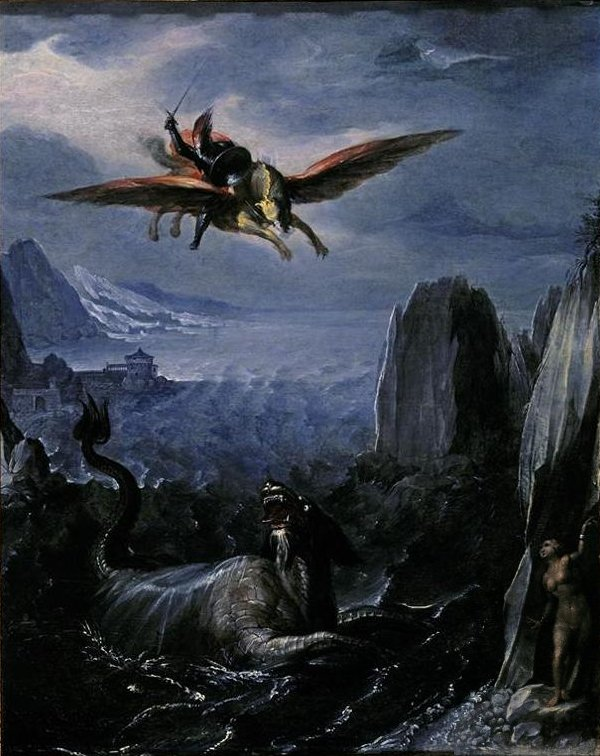
«Спасение Анджелики» (по произведению Ариосто «Неистовый Роланд»), Музей искусств Эль-Пасо
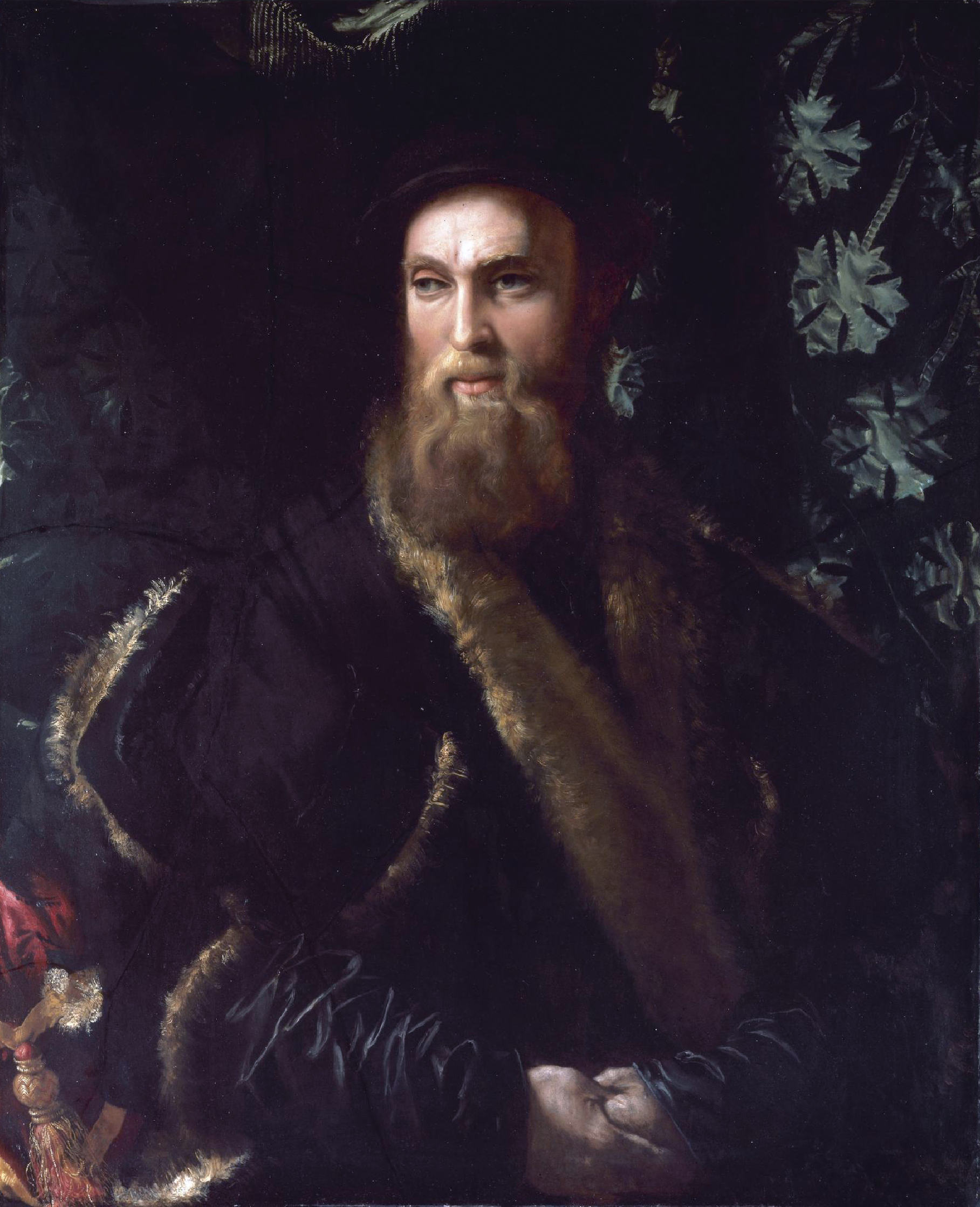
«Портрет Биндо Альтовити в зрелом возрасте»
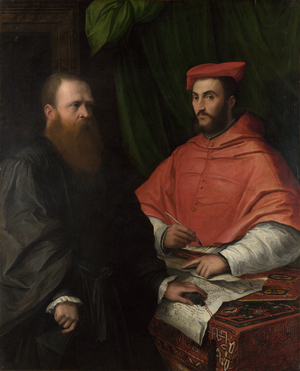
«Монсеньор Марио Браччи и кардинал Ипполито де Медичи»
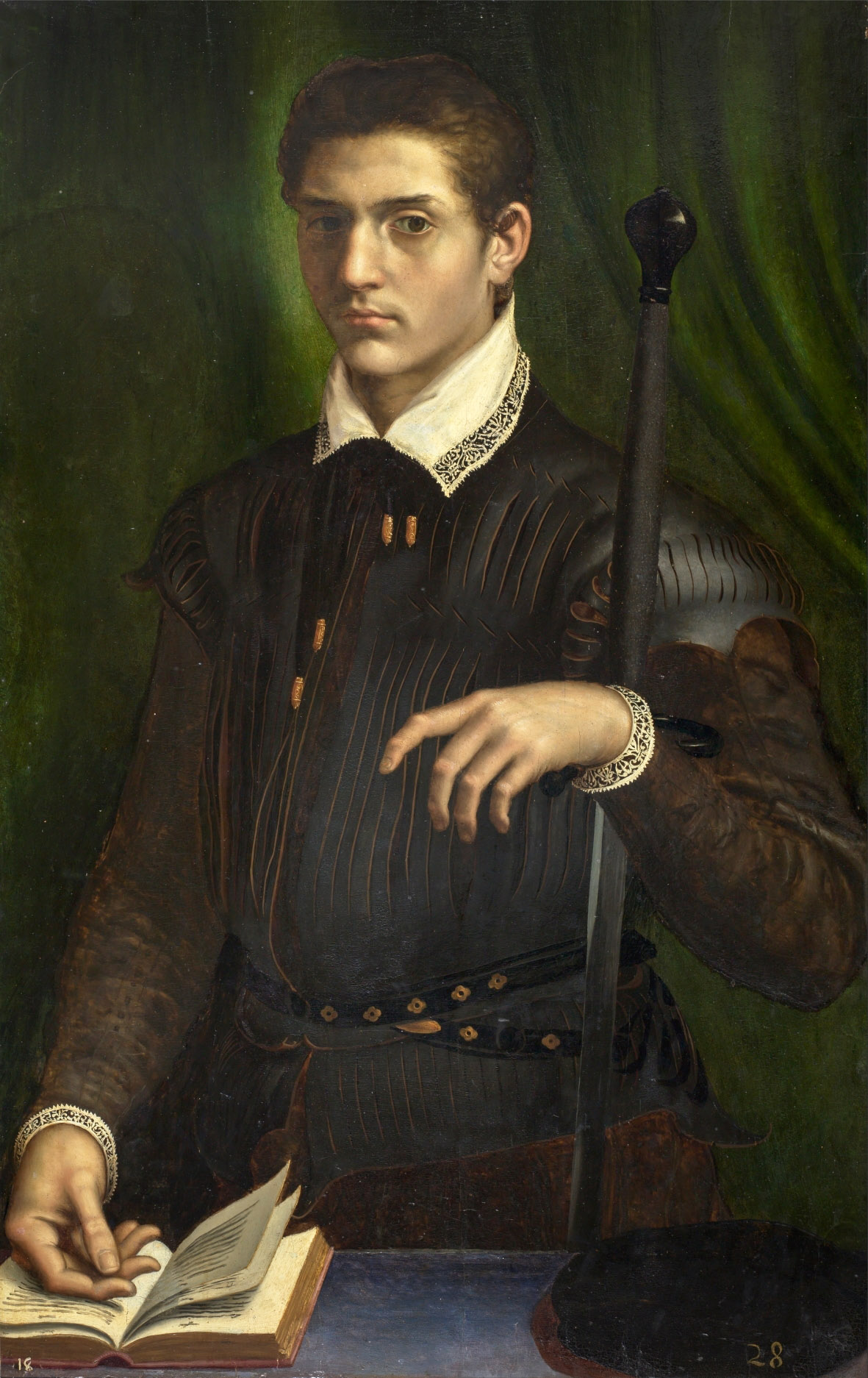
«Портрет Альфонсо II д’Эсте», Прадо, Мадрид
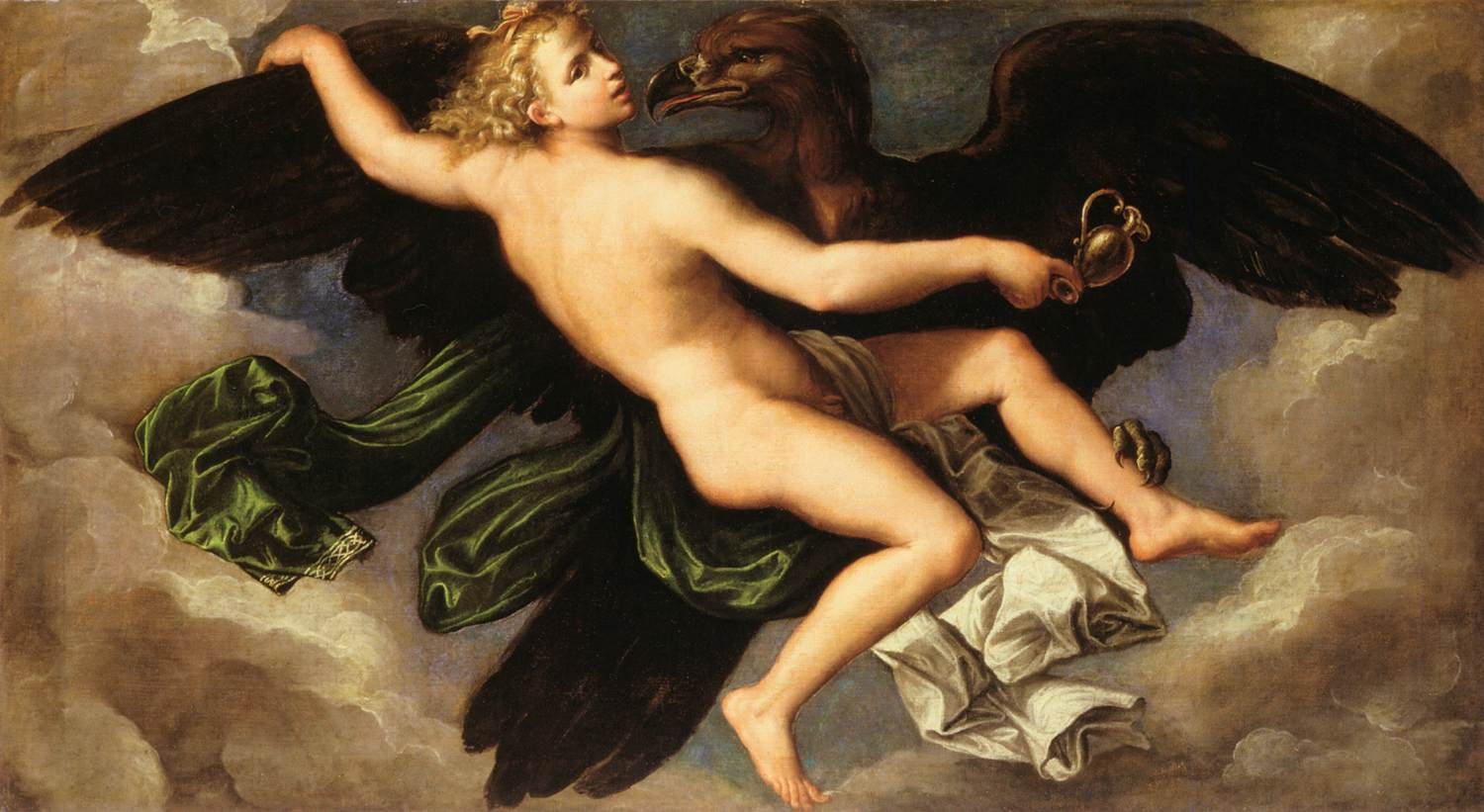
«Похищение Ганимеда орлом Зевса» Галерея старых мастеров в Дрездене
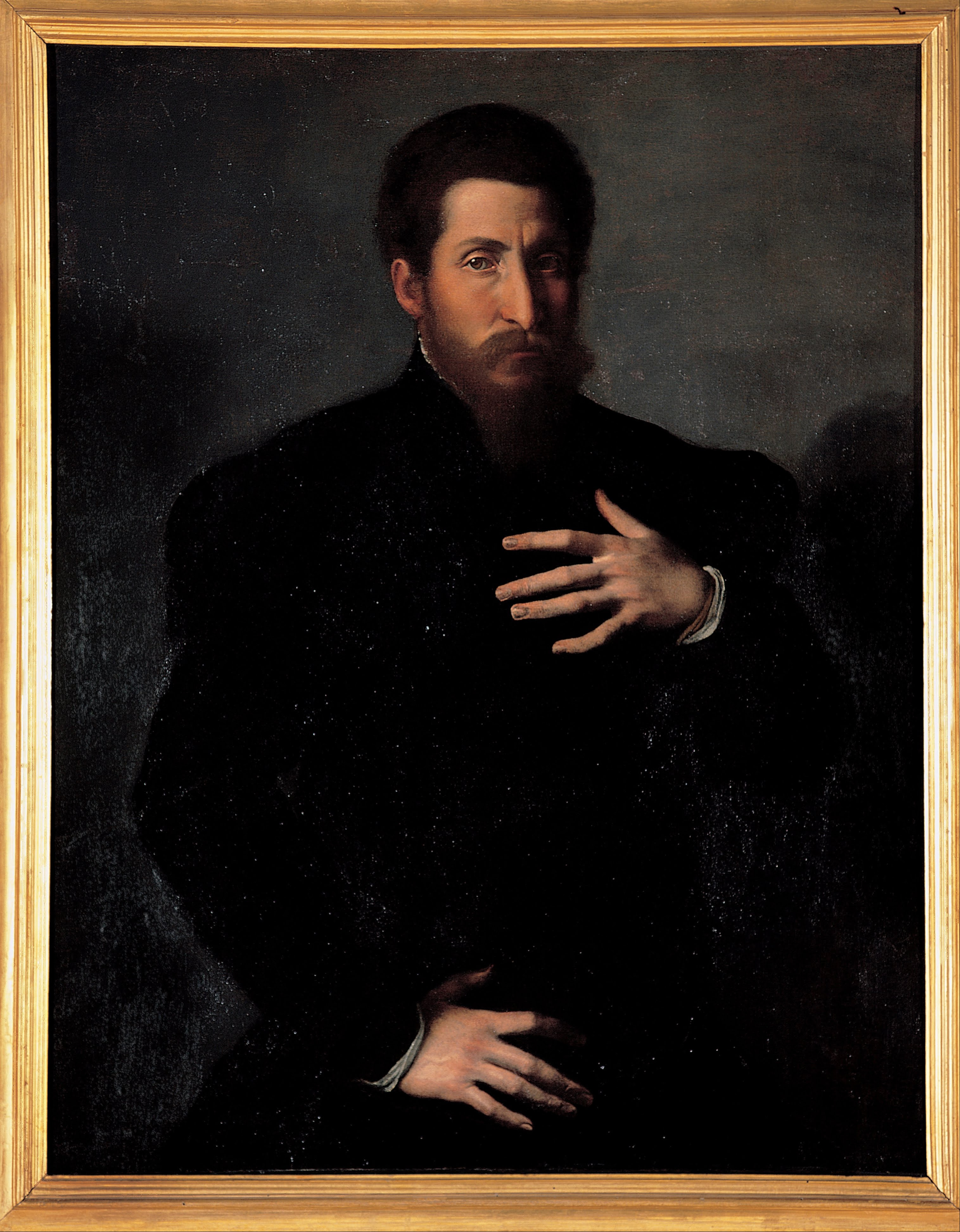
Мужской портрет. Капитолийские музеи
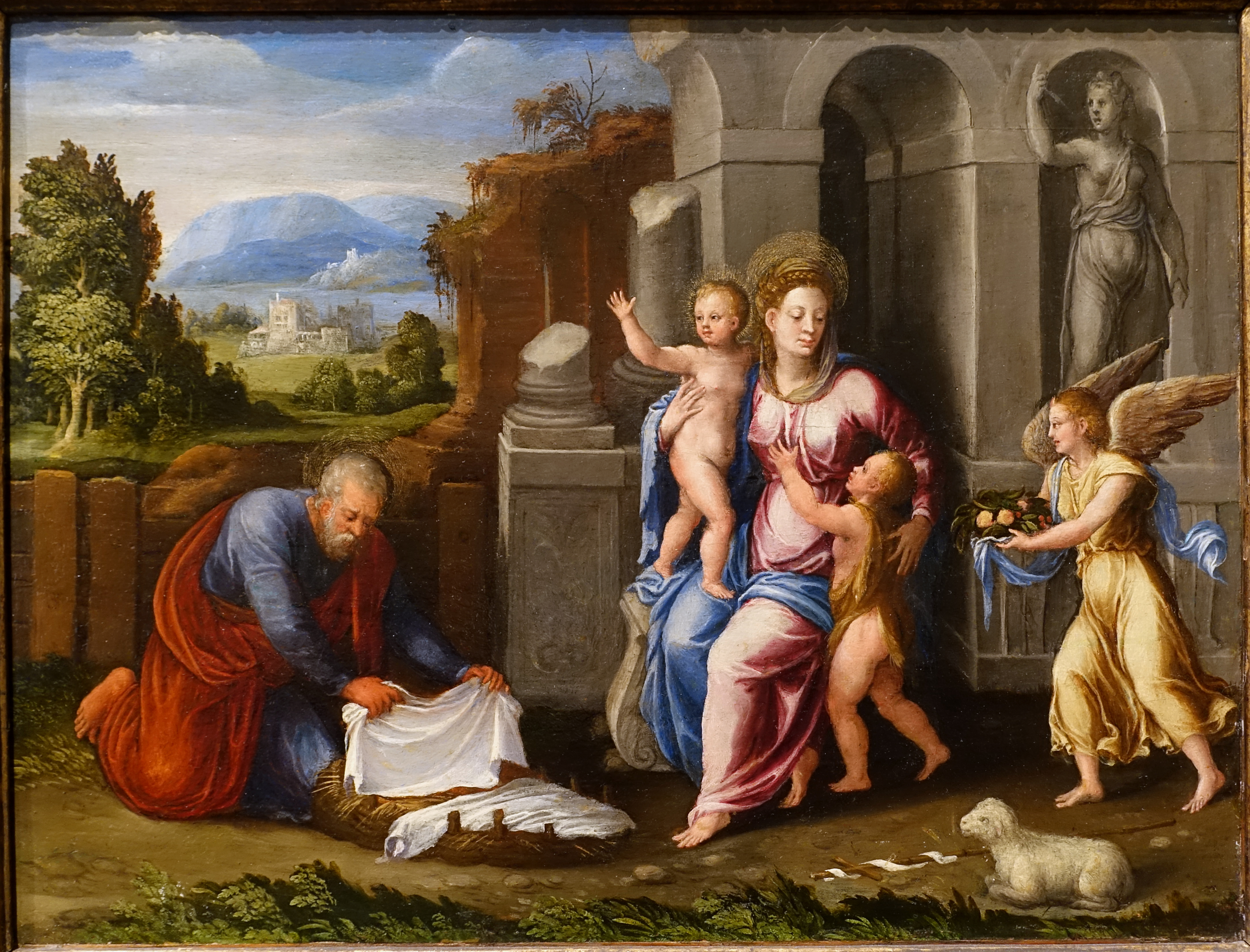
Святая семья с молодым Иоанном Крестителем и ангелом